# Lisa Unruh
Lisa Unruh (West-Berlijn, 12 april 1988) is een Duits voormalig boogschutster.

## Carrière
Unruh nam in 2016 deel aan de Olympische Zomerspelen waar ze individueel de zilveren medaille won, ze verloor in de finale van de Zuid-Koreaanse Chang Hye-jin. Daarnaast won ze tal van podia plaatsen in de World Cup en is ze ook actief indoor en in het veld waar ze allebei al wereldkampioen werd. Ze stopte in 2021 met internationale competitie niet veel na de Olympische Spelen.

## Privéleven
In 2020 trouwde ze met Florian Kahllund die nadiens haar achternaam aan nam.

## Erelijst

### Olympische Spelen
Individueel
- 2016:  (verloren van Chang Hye-jin met 2-6)
- 2020: 1e ronde (verloren van Hanna Marusava met 4-6)

Team
- 2020:  Tokio (team)

### Wereld Spelen
- 2017:  Wrocław (individueel)

### Wereldkampioenschap
- 2007:  (verloren van Nami Hayakawa met 116-116) (indoor)
- 2011: 3e ronde (verloren van Bérengère Schuh met 2-6)
- 2013: 2e ronde (gewonnen van Kristina Ustinova met 6-0)
- 2014:  (gewonnen van Laure Delfau met 54-48) (veld)
- 2015: 4e ronde (verloren van Lin Shih-Chia met 0-6)
- 2016:  (gewonnen van Natalia Leśniak met 6-5) (indoor)
- 2017: 4e ronde (verloren van Mackenzie Brown met 1-7)
- 2018: 2e ronde (verloren van Audrey Adiceom met 2-6)
- 2018:  (gewonnen van Naomi Folkard met 54-40) (veld)
- 2019: 3e ronde (verloren van Zheng Yichai met 5-6)

Gemengd
- 2017:  Mexico Stad (gemengd)

Team
- 2018:  Cortina d'Ampezzo (veld, team)
- 2018:  Yankton (indoor, team)

### Europees kampioenschap
- 2008:  Vittel (team)
- 2012:  Amsterdam (team)
- 2015:  Koper (indoor, individueel)
- 2015:  Koper (indoor, team)
- 2016:  Nottingham (individueel)
- 2016:  Nottingham (team)
- 2018:  Legnica (team)
- 2021:  Antalya (team)

### World Cup
- 2011:  Poreč (team)
- 2012:  Las Vegas (indoor, individueel)
- 2012:  Ogden (gemengd)
- 2014:  Medellin (individueel)
- 2014:  Medellin (team)
- 2015:  Shanghai (team)
- 2017:  Antalya (team)
- 2018:  Antalya (team)
- 2018:  Nîmes (indoor, individueel)
- 2018:  Las Vegas (indoor, individueel)
- 2018:  Las Vegas, finale (indoor, individueel)
- 2018:  Berlijn (individueel)
- 2019:  Berlijn (team)
- 2020:  November (individueel)
- 2021:  Guatemala-Stad (gemengd)
- 2021:  Guatemala-Stad (team)